# 潘巧雲
潘巧雲，《水浒传》中的人物。楊雄之妻，前夫王押司身故後再嫁，勾三搭四、挑撥石秀楊雄兄弟情誼的蕩婦。
王押司過身週年，潘家請得報恩寺僧人裴如海做功果，寄宿楊雄家的石秀因見二人言語熱絡，便起疑心。潘巧雲與裴如海私通後，暗以後門外香桌為號：有則往，無則止。石秀察知後告知楊雄，潘巧雲反誣石秀調戲，楊雄聽信潘巧雲讒言而將石秀趕出家門。後來石秀設計讓楊雄看清潘巧雲外遇真相並智殺裴如海，
潘巧雲亦被誘至翠屏山，被杨，石二人逼问通奸原由，潘巧云害怕，只好实话实说，杨雄怒不可遏，让兄弟石秀把其头面首饰衣裳都剥了，杨雄割下两条裙带将潘巧云亲手绑在树上，随后杀掉迎儿，将潘巧云从心窝里一刀直割到小肚子下，将心肝五脏及七事件（胸腹内含腔器官）挂在古树上。 

## 影视形象
- 1998年央视版《水浒传》：牛莉
- 2009電影《楊雄與石秀》：温碧霞
- 2011年版《水浒传》：孟瑤